# 埃温德·雍松

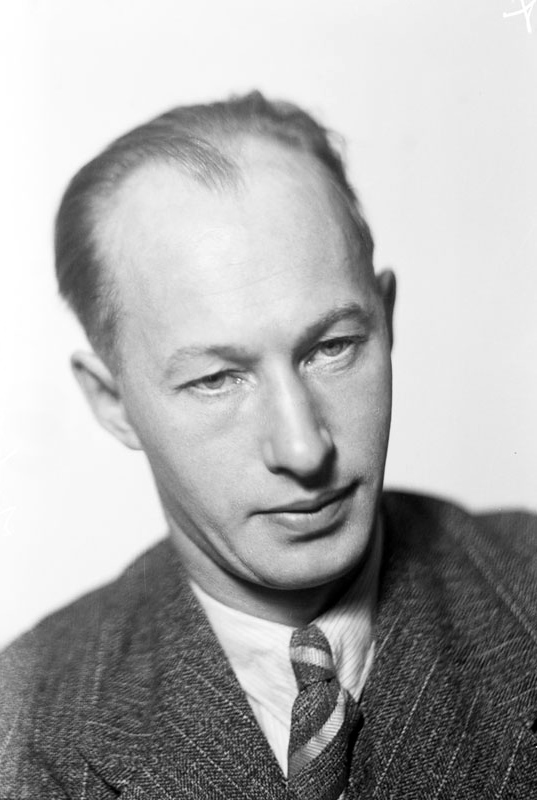
埃温德·雍松

埃温德·雍松（1900年7月29日—1976年8月25日），瑞典作家，1974年与哈里·埃德蒙·马丁松共同获得诺贝尔文学奖。

## 榮譽
- 1957年被選為瑞典學院院士
- 1962年获得北欧理事会文学奖
- 1974年获得诺贝尔文学奖

## 主要作品
- 小說作品有《黑暗的城市》、《狄曼父子與正義》、《光明的街市》、《告別了哈姆雷特》、《夜間演習》、《玫瑰與火之夢》等。

## 作品在台灣的出版
- 諾貝爾文學獎全集編譯委員會/編，《伊凡‧強生/馬汀生/蒙大來》，台北市：九華出版：環華發行。